# Vincenzo Riccati
Vincenzo Riccati (Castelfranco Véneto, 11 de enero de 1707–Treviso, 17 de enero de 1775) fue un matemático y físico Italiano miembro de la Compañía de Jesús. Segundo hijo de Jacopo Riccati y Elisabetta Onigo, y hermano Francesco Riccati y Giordano Riccati.
Vincenzo ejerció la docencia en Bolonia y se centró en dar continuidad al trabajo de su padre en los campos de ecuaciones diferenciales y la física, aunque con un enfoque diferente, utilizando las funciones hiperbólicas para la resolución de problemas geométricos. La ecuación de Riccati fue nombrada en honor de su padre.

## Honores
El asteroide (14074) Riccati fue nombrado  en honor a la familia de matemáticos italianos de Jacopo Francesco Riccati (1676-1754) y sus hijos Vincenzo (1707-1775), Giordano (1709-1790) y Francesco (1718-1791).